# مارکوس اشتاینهوفر
مارکوس اشتاینهوفر (انگلیسی: Markus Steinhöfer؛ زادهٔ ۷ مارس ۱۹۸۶) بازیکن سابق فوتبال اهل آلمان است که در پست دفاع راست بازی می‌کرد.
وی همچنین در تیم‌های ملی فوتبال جوانان آلمان، و جوانان آلمان، و جوانان آلمان، و زیر ۲۱ سال آلمان بازی کرده‌است.